# Обухово (городской округ Солнечногорск)
Обу́хово — деревня в Московской области России. Входит в городской округ Солнечногорск. Население — 112 чел. (2010).

## География
Деревня расположена на северо-западе Московской области, в западной части округа, на Пятницком шоссе Р111 (ответвление на Кривцово), примерно в 5 км к юго-западу от центра города Солнечногорска, на правом берегу реки Палишни.
В деревне 4 улицы — Лесная, Лесничество, Обуховское лесничество и Шоссейная, приписано 1 садоводческое товарищество, здесь же находится администрация сельского поселения Кривцовское.
Ближайшие населённые пункты — деревни Меленки и Кривцово. Связана прямым автобусным сообщением с городами Солнечногорском и Зеленоградом (маршруты № 21, № 27, № 34 и № 497).

## История
По легенде, село возникло вокруг церкви, основанной на месте обретения иконы Успения Пресвятой Богородицы.
Село упоминается в 1627 году как владение Гаврилы Васильевича Хлопова. В 1637 году село перешло к сыну Ивану, а в 1678 году — к внукам — Дмитрию и Василию Ивановичам, и в 1701 году — правнуку — Ивану Дмитриевичу Хлопову.
В 1756 году частью села владели Аграфена и Татьяна Хлоповы.

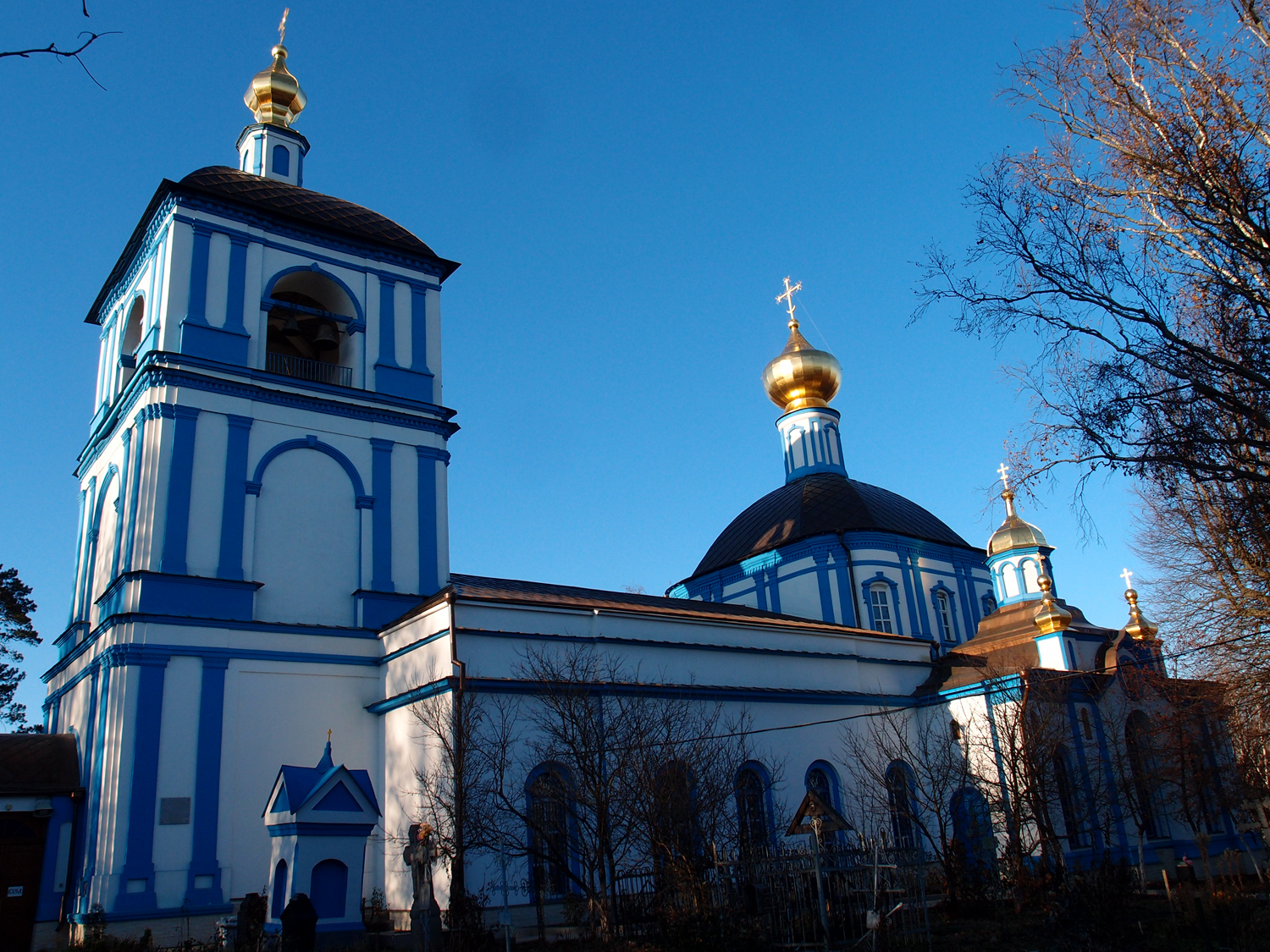
Храм Успения Пресвятой Богородицы

В 1782 году была построена в стиле раннего классицизма новая каменная церковь Успения Пресвятой Богородицы. Является памятником архитектуры федерального значения.
В середине XIX века Обухово принадлежало статскому советнику Ивану Фёдоровичу Гильдебранту, крестьян 69 душ мужского пола, 80 душ женского. Хотя в селе насчитывалось всего 24 двора, приход церкви Успения Богородицы объединял более 400 дворов.
В «Списке населённых мест» 1862 года — владельческое село Клинского уезда по правую сторону Санкт-Петербурго-Московского шоссе, в 25 верстах от уездного города и 6 верстах от становой квартиры, при колодцах, с 20 дворами, православной церковью и 163 жителями (77 мужчин, 86 женщин), в селе располагалось волостное правление.
В 1890 году основана крестьянская общественная богадельня, имелось земское училище.
В 1897 году в Обухове была открыта земская школа, попечителем которой был московский купец Карл Карлович Лаповиц.
По данным на 1899 год — село Солнечногорской волости Клинского уезда с 160 душами населения.
В 1913 году — 33 двора, земское училище, богадельня и казённая винная лавка.
По материалам Всесоюзной переписи населения 1926 года — центр Обуховского сельсовета Солнечногорской волости Клинского уезда в 5,3 км от станции Подсолнечная Октябрьской железной дороги, проживало 263 жителя (120 мужчин, 143 женщины), насчитывалось 54 хозяйства, среди которых 45 крестьянских.
С 1929 года — населённый пункт в составе Солнечногорского района Московского округа Московской области. Постановлением ЦИК и СНК от 23 июля 1930 года округа как административно-территориальные единицы были ликвидированы.
1929—1930 гг. — деревня Кривцовского сельсовета Солнечногорского района.
1930—1957, 1960—1963, 1965—1994 гг. — деревня Обуховского сельсовета Солнечногорского района.
1941 год — во время войны немецкие оккупанты сожгли около 30 жилых домов, овощехранилище, клуб и скотный двор.
1957—1960 гг. — деревня Обуховского сельсовета Химкинского района.
1963—1965 гг. — деревня Обуховского сельсовета Солнечногорского укрупнённого сельского района.
С 1994 до 2006 гг. деревня входила в Обуховский сельский округ Солнечногорского района.
С 2005 до 2019 гг. деревня включалась в Кривцовское сельское поселение Солнечногорского муниципального района.
С 2019 года деревня входит в городской округ Солнечногорск, в рамках администрации которого относится с территориальному управлению Кривцовское.

## Население
| 1852 | 1859 | 1890 | 1899 | 1926 | 1994 | 1998 |
| ---- | ---- | ---- | ---- | ---- | ---- | ---- |
| 149  | ↗163 | ↗295 | ↘160 | ↗263 | ↘83  | ↘74  |
| 2002 | 2010 |      |      |      |      |      |
| ↘67  | ↗112 |      |      |      |      |      |